# MNK Aurelia Futsal Vinkovci
Malonogometni klub "Aurelia Futsal" (MNK Aurelia Futsal; Aurelia Futsal Vinkovci; Aurelia Futsal; Aurelia) je futsal (malonogometni) klub iz Vinkovaca, Vukovarsko-srijemska županija, Republika Hrvatska. 
 
U sezoni 2019./20. klub se natjecao u "2. HMNL - Istok".  

## O klubu
MNK "Aurelia Futsal" je službeno osnovan u kolovozu 2013. godine, te se od sezone 2013./14. redovito natječe u "2. HMNL - Istok" u kojoj su bili prvaci u sezoni 2014./15., te igrali kvalifikacije za ulazak u "1. HMNL". 

## Uspjesi
2. HMNL - Istok
- prvak: 2014./15.
- doprvak: 2013./14., 2016./17., 2017./18.

Hrvatski malonogometni kup - regija Istok
- pobjednik: 2017./18.[1]

## Plasmani po sezonama
| sezona                   | rang                     | liga                     | poz.                     | klubova u ligi           | ut                       | pob                      | ner                      | por                      | gol+                     | gol-                     | bod                      | doigravanje              | napomena                               | izvori                   |
| Aurelia Futsal / Aurelia | Aurelia Futsal / Aurelia | Aurelia Futsal / Aurelia | Aurelia Futsal / Aurelia | Aurelia Futsal / Aurelia | Aurelia Futsal / Aurelia | Aurelia Futsal / Aurelia | Aurelia Futsal / Aurelia | Aurelia Futsal / Aurelia | Aurelia Futsal / Aurelia | Aurelia Futsal / Aurelia | Aurelia Futsal / Aurelia | Aurelia Futsal / Aurelia | Aurelia Futsal / Aurelia               | Aurelia Futsal / Aurelia |
| ------------------------ | ------------------------ | ------------------------ | ------------------------ | ------------------------ | ------------------------ | ------------------------ | ------------------------ | ------------------------ | ------------------------ | ------------------------ | ------------------------ | ------------------------ | -------------------------------------- | ------------------------ |
| 2013./14.                | II.                      | 2. HMNL - Istok          | 2.                       | 10                       | 18                       | 11                       | 2                        | 5                        | 91                       | 58                       | 35                       |                          |                                        |                          |
| 2014./15.                | II.                      | 2. HMNL - Istok          | 1.                       | 8                        | 14                       | 9                        | 3                        | 2                        | 74                       | 41                       | 30                       |                          | u kvalifikacije za 1. HMNL             |                          |
| 2015./16.                | II.                      | 2. HMNL - Istok          | 5.                       | 8                        | 13                       | 4                        | 2                        | 7                        | 50                       | 53                       | 14                       |                          |                                        |                          |
| 2016./17.                | II.                      | 2. HMNL - Istok          | 2.                       | 8                        | 14                       | 9                        | 0                        | 5                        | 60                       | 45                       | 27                       |                          |                                        |                          |
| 2017./18.                | II.                      | 2. HMNL - Istok          | 2.                       | 9                        | 16                       | 12                       | 1                        | 3                        | 94                       | 38                       | 37                       |                          |                                        |                          |
| 2018./19.                | II.                      | 2. HMNL - Istok          | 3.                       | 10                       | 16                       | 11                       | 1                        | 4                        | 87                       | 50                       | 34                       |                          |                                        |                          |
| 2019./20.                | II.                      | 2. HMNL - Istok          | 4.                       | 12                       | 16                       | 10                       | 2                        | 4                        | 80                       | 39                       | 32                       |                          | liga prekinuta zbog pandemije COVID-19 |                          |
|                          |                          |                          |                          |                          |                          |                          |                          |                          |                          |                          |                          |                          |                                        |                          |
|                          |                          |                          |                          |                          |                          |                          |                          |                          |                          |                          |                          |                          |                                        |                          |

## Unutrašnje poveznice
- Vinkovci

## Vanjske poveznice
- aureliafutsal.hr - službene stranice
- MNK Aurelia Futsal, facebook stranica
- crofutsal.com, Aurelia
- crofutsal.com, MNK Aurelia
- sportilus.com, MALONOGOMETNI KLUB AURELIA